# 129050 Lowellcogburn
129050 Lowellcogburn este o planetă minoră (asteroid), cu un diametru de 2,146 km, din centura de asteroizi. A fost descoperită pe 3 noiembrie 2004 la Catalina Station⁠(d) de Catalina Sky Survey. 
Obiectul prezintă o orbită caracterizată de o semiaxă mare de 2,7834733044806 UAi, o excentricitate de 0,13, o înclinație de 14,8 ° în raport cu ecliptica.